# 水沟镇 (千阳县)
水沟镇，是中华人民共和国陕西省宝鸡市千阳县下辖的一个建制镇。
2015年，陕西省民政厅批复同意撤销柿沟镇，并入水沟镇。

## 行政区划
水沟镇下辖以下地区：
水沟村、新中村、夹咀村、孙家塬村、裕华村、辛家沟村、三泉村、干沟村、柿沟村、丰头村、团结村、后沟村、英明村、西沟村和纸坊沟村。